# Barklya syringifolia
Barklya syringifolia – gatunek roślin z rodziny bobowatych (Fabaceae) reprezentujący monotypowy rodzaj Barklya. Endemit wschodniej Australii (północno-wschodnia Nowa Południowa Walia, wschodni Queensland). Rośnie w lasach i zaroślach na glebach powstających na piaskowcach, granitodiorytach i bazaltach. Kwitnie od października do stycznia, a owocuje od lutego do maja. Roślina uprawiana jest jako ozdobna.
W nazwie naukowej rodzaju upamiętniony został Sir Henry Barkly (1815–1898), gubernator stanu Wiktoria. 

## Morfologia
PokrójDrzewo do 18 m wysokości. Pędy nagie, kora dość gładka, biaława do szarobrązowej.
LiścieSkrętoległe, z ogonkami liściowymi 2–8 cm długości, u nasady z przylistkami jajowatymi, 1,5 mm długości. Blaszka szeroko sercowata, 2,5–9 cm długości i szerokości, tępo lub czasami krótko zaostrzona. Na górnej powierzchni błyszcząca, od spodu bladozielona. Od podstawy rozchodzi się 7 wiązek przewodzących, między którymi wiązki kolejnych rzędów tworzą siateczkę.
KwiatyDrobne, zebrane w gęste grona wyrastające na szczytach pędów i osiągających długość od kilku do kilkunastu cm. Grona te skupione są w wiechokształtne kwiatostany złożone. Działki dzwonkowatego kielicha osiągają do 3 mm długości, ząbki są krótkie i tępe. Płatki korony wszystkie podobne, z długimi (do 4 mm) paznokciami i rozszerzoną łatką o takiej samej długości. Początkowo korony są żółte, z czasem stają się pomarańczowe. Pręcików jest 10, są wolne i osiągają ok. 7 mm długości. Słupek ma 8 mm długości, jest nagi i zwieńczony jest drobnym znamieniem.
OwoceEliptyczne, mniej lub bardziej faliste, ciemnobrązowe strąki o długości 3–4,5 cm i szerokości 1–1,5 cm. Zawierają 1 lub 2, rzadko 3 nasiona.

## Systematyka
Pozycja systematyczna
Gatunek i rodzaj z podplemienia Bauhiniinae, plemienia Cercideae i podrodziny Cercidoideae z rodziny bobowatych Fabaceae.